# 구스노세 아키히토
구스노세 아키히토(일본어: 楠瀬 章仁, 1986년 12월 4일 ~ )는 일본의 전 축구 선수이다.

## 구단 경력
과거 비셀 고베, 마쓰모토 야마가 FC에서 활동하였다.